# J'étais une aventurière
Pour plus de détails, voir Fiche technique et Distribution.
J'étais une aventurière est un film français réalisé par Raymond Bernard et sorti en 1938.

## Synopsis
Véra Vronsky forme avec Paulo et Désormeaux un trio d'escrocs agissant dans les hôtels de luxe. Le mode opératoire est sensiblement toujours le même, Véra joue les séductrices, et se plaint qu'on ne veuille pas lui reprendre à sa juste valeur un bijou très cher qu'elle montre à sa victime. L'homme se propose alors de mener à bien la transaction, et empoche le bijou que Paulo remplacera par une copie. La victime ne voulant pas perdre la face donnera le lendemain à Véra le montant de la valeur du vrai bijou... Un jour Véra tombe réellement amoureuse de Pierre, l'une de ses victimes. Le trio se sépare, mais les deux escrocs peinent à retrouver une remplaçante de la valeur de Véra. Véra de son côté s'est mariée avec Pierre. Désormeaux et Paulo la retrouvent par hasard, ils s'invitent à une réception donnée par le couple, trouvent le moyen de voler tous les bijoux des invités et s'enfuient. Véra et Pierre tentent de les poursuivre mais tombent en panne, alors, effondrée, Véra avoue à Pierre son passé. Quand le lendemain matin le couple regagne la propriété, ils ont la surprise de voir Paulo redistribuer les bijoux aux invités. En effet Paulo par amitié pour Véra a trahi son complice. Mais il le rejoindra malgré tout sur un bateau en partance pour les États-Unis, non sans avoir chapardé le portefeuille de Pierre.

## Fiche technique
- Titre : J'étais une aventurière
- Réalisation : Raymond Bernard
- Scénario : Jacques Companeez
- Dialogues : Michel Duran
- Adaptation et découpage : Hans Jacoby et Herbert Juttke
- Décors : Léon Barsacq et Jean Perrier
- Photographie : Philippe Agostini, Michel Kelber
- Montage : Charlotte Guilbert
- Musique : Paul Misraki
- Production : Gregor Rabinovitch
- Société de production : Ciné-Alliance
- Sociétés de distribution : Les Films Osso (1938), Gaumont (depuis 2002)
- Pays de production :  France
- Format :  Noir et blanc - 1,37:1 - 35 mm - son mono
- Genre : Comédie
- Durée : 97 minutes
- Date de sortie :
  - France : 21 décembre 1938

## Distribution
- Edwige Feuillère : Véra Vronsky
- Jean Murat : Pierre Glorin
- Jean-Max : Désormeaux
- Jean Tissier : Paulo
- Marguerite Moreno : Tante Émilie
- Félix Oudart : Rutherford
- Guillaume de Sax : le marquis Koréani
- André Numès Fils : Cousin Édouard
- Mona Goya : une jeune femme
- Milly Mathis : une paysanne
- Michel François : le petit garçon

## Sortie vidéo
Le film est édité pour la première fois en DVD en France le 16 septembre 2011 par Gaumont Vidéo. Depuis 2022, il est également proposé sur la plateforme de streaming Gaumont Classique.

## Adaptations
J'étais une aventurière connut deux remakes :
- En 1940 : Tanya l'aventurière (I Was an Adventuress), film américain de Gregory Ratoff avec Vera Zorina, Erich von Stroheim et Peter Lorre ;
- En 1957 : Le Septième Commandement, film français à nouveau réalisé par Raymond Bernard avec Edwige Feuillère, Jacques Dumesnil, et Jacques Morel.